# Lepthyphantes lebronneci
Lepthyphantes lebronneci là một loài nhện trong họ Linyphiidae.
Loài này thuộc chi Lepthyphantes. Lepthyphantes lebronneci được Lucien Berland miêu tả năm 1935.